# Кубок Англії з футболу 1913—1914
Кубок Англії з футболу 1913—1914 — 43-й розіграш найстарішого футбольного турніру у світі, Кубка виклику Футбольної Асоціації, також відомого як Кубок Англії. Вперше титул здобув Бернлі.

## Перший раунд
| Дата                  | Господарі                | Рахунок | Гості                    |
| --------------------- | ------------------------ | ------- | ------------------------ |
| 10 січня              | Бірмінгем Сіті           | 2:1     | Саутенд Юнайтед          |
| 10 січня              | Бернлі                   | 3:1     | Саут Шилдс               |
| 10 січня              | Ліверпуль                | 1:1     | Барнслі                  |
| 14 січня Перегравання | Барнслі                  | 0:1     | Ліверпуль                |
| 10 січня              | Престон Норт-Енд         | 5:2     | Бристоль Роверз          |
| 10 січня              | Джиллінгем               | 1:0     | Блекпул                  |
| 10 січня              | Блекберн Роверз          | 3:0     | Мідлсбро                 |
| 10 січня              | Астон Вілла              | 4:0     | Сток                     |
| 10 січня              | Венсдей                  | 3:2     | Ноттс Каунті             |
| 10 січня              | Болтон Вондерерз         | 3:0     | Порт Вейл                |
| 10 січня              | Вулвергемптон Вондерерз  | 3:0     | Саутгемптон              |
| 10 січня              | Вест-Бромвіч Альбіон     | 2:0     | Грімсбі Таун             |
| 10 січня              | Сандерленд               | 9:0     | Чатем                    |
| 10 січня              | Дербі Каунті             | 1:0     | Нортгемптон Таун         |
| 10 січня              | Свіндон Таун             | 1:0     | Манчестер Юнайтед        |
| 10 січня              | Лестер Фосс              | 5:5     | Тоттенгем Готспур        |
| 15 січня Перегравання | Тоттенгем Готспур        | 2:0     | Лестер Фосс              |
| 10 січня              | Ньюкасл Юнайтед          | 0:5     | Шеффілд Юнайтед          |
| 10 січня              | Манчестер Сіті           | 2:0     | Фулгем                   |
| 10 січня              | Квінз Парк Рейнджерс     | 2:2     | Бристоль Сіті            |
| 14 січня Перегравання | Бристоль Сіті            | 0:2     | Квінз Парк Рейнджерс     |
| 10 січня              | Глоссоп                  | 2:1     | Евертон                  |
| 10 січня              | Портсмут                 | 0:4     | Ексетер Сіті             |
| 10 січня              | Вест Гем Юнайтед         | 8:1     | Честерфілд               |
| 10 січня              | Плімут Аргайл            | 4:1     | Лінкольн Сіті            |
| 10 січня              | Бредфорд Сіті            | 2:0     | Вулвіч Арсенал           |
| 10 січня              | Міллволл                 | 0:0     | Челсі                    |
| 14 січня Перегравання | Челсі                    | 0:1     | Міллволл                 |
| 10 січня              | Галл Сіті                | 0:0     | Бері                     |
| 14 січня Перегравання | Бері                     | 2:1     | Галл Сіті                |
| 10 січня              | Лідс Сіті                | 4:2     | Гейнсборо Триніті        |
| 10 січня              | Клептон Орієнт           | 2:2     | Ноттінгем Форест         |
| 14 січня Перегравання | Ноттінгем Форест         | 0:1     | Клептон Орієнт           |
| 10 січня              | Олдем Атлетік            | 1:1     | Брайтон енд Гоув Альбіон |
| 14 січня Перегравання | Брайтон енд Гоув Альбіон | 1:0     | Олдем Атлетік            |
| 10 січня              | Крістал Пелес            | 2:1     | Норвіч Сіті              |
| 10 січня              | Бредфорд Парк-Авеню      | 5:1     | Редінг                   |
| 10 січня              | Гаддерсфілд Таун         | 3:0     | Лондон Каледоніанс       |
| 10 січня              | Суонсі Сіті              | 2:0     | Мертір Таун              |

## Другий раунд
До другого раунду увійшли переможці першого раунду.
| Дата                  | Господарі                | Рахунок | Гості                   |
| --------------------- | ------------------------ | ------- | ----------------------- |
| 31 січня              | Бірмінгем Сіті           | 1:0     | Гаддерсфілд Таун        |
| 31 січня              | Бернлі                   | 3:2     | Дербі Каунті            |
| 31 січня              | Ліверпуль                | 2:0     | Джиллінгем              |
| 31 січня              | Блекберн Роверз          | 2:0     | Бері                    |
| 31 січня              | Ексетер Сіті             | 1:2     | Астон Вілла             |
| 31 січня              | Болтон Вондерерз         | 4:2     | Свіндон Таун            |
| 31 січня              | Вулвергемптон Вондерерз  | 1:1     | Венсдей                 |
| 4 лютого Перегравання | Венсдей                  | 1:0     | Вулвергемптон Вондерерз |
| 31 січня              | Сандерленд               | 2:1     | Плімут Аргайл           |
| 31 січня              | Шеффілд Юнайтед          | 3:1     | Бредфорд Парк-Авеню     |
| 31 січня              | Манчестер Сіті           | 2:1     | Тоттенгем Готспур       |
| 31 січня              | Суонсі Сіті              | 1:2     | Квінз Парк Рейнджерс    |
| 31 січня              | Глоссоп                  | 0:1     | Престон Норт-Енд        |
| 31 січня              | Вест Гем Юнайтед         | 2:0     | Крістал Пелес           |
| 31 січня              | Міллволл                 | 1:0     | Бредфорд Сіті           |
| 31 січня              | Лідс Сіті                | 0:2     | Вест-Бромвіч Альбіон    |
| 31 січня              | Брайтон енд Гоув Альбіон | 3:1     | Клептон Орієнт          |

## Третій раунд
До третього раунду увійшли переможці другого раунду. 
| Дата                   | Господарі        | Рахунок | Гості                    |
| ---------------------- | ---------------- | ------- | ------------------------ |
| 21 лютого              | Бернлі           | 3:0     | Болтон Вондерерз         |
| 21 лютого              | Блекберн Роверз  | 1:2     | Манчестер Сіті           |
| 21 лютого              | Венсдей          | 3:0     | Брайтон енд Гоув Альбіон |
| 21 лютого              | Сандерленд       | 2:0     | Престон Норт-Енд         |
| 21 лютого              | Бірмінгем Сіті   | 1:2     | Квінз Парк Рейнджерс     |
| 21 лютого              | Вест Гем Юнайтед | 1:1     | Ліверпуль                |
| 25 лютого Перегравання | Ліверпуль        | 5:1     | Вест Гем Юнайтед         |
| 21 лютого              | Міллволл         | 0:4     | Шеффілд Юнайтед          |
| 21 лютого              | Астон Вілла      | 2:1     | Вест-Бромвіч Альбіон     |

## Четвертий раунд
У цьому раунді зіграли переможці попереднього етапу.
| Дата                    | Господарі       | Рахунок | Гості                |
| ----------------------- | --------------- | ------- | -------------------- |
| 7 березня               | Венсдей         | 0:1     | Астон Вілла          |
| 7 березня               | Ліверпуль       | 2:1     | Квінз Парк Рейнджерс |
| 7 березня               | Сандерленд      | 0:0     | Бернлі               |
| 11 березня Перегравання | Бернлі          | 2:1     | Сандерленд           |
| 7 березня               | Манчестер Сіті  | 0:0     | Шеффілд Юнайтед      |
| 12 березня Перегравання | Шеффілд Юнайтед | 0:0     | Манчестер Сіті       |
| 16 березня Перегравання | Шеффілд Юнайтед | 1:0     | Манчестер Сіті       |

## Півфінали
У півфіналах зіграли команди, що перемогли на попередньому етапі.
| Дата                  | Господарі | Рахунок | Гості           |
| --------------------- | --------- | ------- | --------------- |
| 28 березня            | Ліверпуль | 2:0     | Астон Вілла     |
| 28 березня            | Бернлі    | 0:0     | Шеффілд Юнайтед |
| 1 квітня Перегравання | Бернлі    | 1:0     | Шеффілд Юнайтед |

## Фінал
| 25 квітня 1914 |

| Бернлі     | 1:0      | Ліверпуль |
| ---------- | -------- | --------- |
| Фріман 58' | Протокол |           |

| Крістал Пелес, Лондон Глядачів: 72 778 Арбітр: Герберт Бемлетт |